# 홍범섭
홍범섭(洪梵燮, 1900년 1월 16일 ~ 1973년 1월 10일)은 대한민국의 독립운동가이다.
본관은 남양(南陽)이고 호(號)는 추극(錐戟)이다.

## 생애

### 일생
1919년 4월 5일을 기하여 3.1 운동의 음력 날짜 독립 만세 시위를 하고자 충청남도 청양군 정산면(定山面) 서정리(西亭里)의 정산 장날을 이용하여 일으킨 대한 독립 만세 운동을 사전에 계획 참여하였고 그 진행을 주도하였다. 하여 그는 임의재(任毅宰)·윤석희(尹錫禧)·홍세표(洪世杓)·박상종(朴商鍾) 등과 함께, 미리 태극기를 제작하여 두었다. 1919년 4월 5일 15시경, 충청남도 청양군 정산 장터에 모인 700여명의 시위군중에게 태극기를 나누어주며, 선두에 서서 태극기를 휘두르고 대한 독립 만세를 외쳤다. 결국 장터로 시위 행진하다가 체포되었으며, 같은 해 1919년 7월 17일 고등법원에서 징역 1년형이 확정되어 옥고를 치르고 이듬해 1920년에 만기출감하였다.
1945년 광복 이후 1946년에서 1967년까지 한국독립당 자치행정연대위원을 지냈다.

### 정당 당원 관련 이력
- 前 한국독립당 자치행정연대위원(1946년 ~ 1967년)

### 사후
대한민국 정부에서는 고인의 공훈을 기리고자 1983년 대한민국 대통령 표창장을, 1990년 대한민국 건국훈장 애족장을 추서하였다. 